# Phaenithon
Phaenithon är ett släkte av skalbaggar. Phaenithon ingår i familjen plattnosbaggar.

## Dottertaxa tillPhaenithon, i alfabetisk ordning[1]
- Phaenithon albipannis
- Phaenithon albosparsus
- Phaenithon albosparus
- Phaenithon ancora
- Phaenithon apertus
- Phaenithon aspersus
- Phaenithon bajulus
- Phaenithon baseopagus
- Phaenithon brevicornis
- Phaenithon brevitarsis
- Phaenithon brevitarsus
- Phaenithon caeruleus
- Phaenithon callosus
- Phaenithon castor
- Phaenithon catharus
- Phaenithon centralis
- Phaenithon championi
- Phaenithon clavicornis
- Phaenithon colonis
- Phaenithon costatus
- Phaenithon cryptocephaloides
- Phaenithon curvipes
- Phaenithon discifer
- Phaenithon escimius
- Phaenithon eximius
- Phaenithon figuratus
- Phaenithon foveiceps
- Phaenithon gravis
- Phaenithon guttulatus
- Phaenithon hypocoelus
- Phaenithon implicatus
- Phaenithon inconditus
- Phaenithon irroratus
- Phaenithon jucundus
- Phaenithon laevipennis
- Phaenithon leopardinus
- Phaenithon leucospilus
- Phaenithon lineatocollis
- Phaenithon longicornis
- Phaenithon longitarsis
- Phaenithon maculatus
- Phaenithon mediocris
- Phaenithon mendis
- Phaenithon micula
- Phaenithon moerosus
- Phaenithon nigritarsis
- Phaenithon nigropunctum
- Phaenithon nodosus
- Phaenithon ochrinus
- Phaenithon pardalis
- Phaenithon perfectus
- Phaenithon phelus
- Phaenithon pictus
- Phaenithon plagiatus
- Phaenithon pollux
- Phaenithon praetersus
- Phaenithon romarus
- Phaenithon ruficollis
- Phaenithon semigriseus
- Phaenithon similis
- Phaenithon stellans
- Phaenithon tibialis
- Phaenithon uncinatus
- Phaenithon viduus
- Phaenithon vittaticollis